# Fisico
Un fisico è uno scienziato che si occupa di fisica. I fisici sono impiegati nelle università come professori e ricercatori, e nei laboratori di enti di ricerca.
L'occupazione come fisico professionista richiede la laurea magistrale; per la carriera presso le università e gli enti di ricerca pubblici è necessario il dottorato di ricerca. Anticamente i medici erano così chiamati, noti spesso anche come dottor fisico o medico fisico, in contrapposizione ai cerusichi, ossia i chirurghi.

## Figura professionale
La solida preparazione logico-matematica che li caratterizza, ed in particolare la familiarità con i modelli matematici e l'informatica, rende molto ampio per i fisici lo spettro di applicazioni lavorative anche non direttamente legate alla fisica.
Ruoli professionali coperti da fisici si trovano nelle strutture ospedaliere, in qualità di esperti per le applicazioni della fisica in medicina nelle Agenzie Regionali per la Protezione dell'Ambiente (ARPA), nelle scuole secondarie (dove coprono cattedre di fisica, ma anche di matematica e informatica), nei laboratori di ricerca industriali. Molti laureati o dottorati in fisica ricoprono posti di docente e ricercatore all'interno delle Università anche in corsi di laurea diversi dalla fisica (matematica, informatica, ingegneria, chimica, tecnologie biomediche) in seguito al superamento di concorsi pubblici.
Molti fisici trovano occupazione nelle attività computazionali e nell'area della programmazione e delle tecnologie della informatica e della comunicazione. A partire dagli anni '90 molti fisici hanno trovato impiego negli ambienti dell'economia e della finanza, grazie alla loro capacità di elaborare ed applicare modelli matematici quantitativi a problemi che presentano aspetti statistici e probabilistici, come, ad esempio, il calcolo del prezzo di prodotti finanziari derivati e delle relative misure di rischio finanziario.
Inoltre, la laurea in fisica consente l'accesso all'insegnamento nella scuola secondaria, nelle classi di concorso relative alla fisica, alla matematica, all'elettrotecnica e all'elettronica, all'informatica, alle scienze naturali (nella sola secondaria di primo grado), e altre classi di concorso se la laurea è congiunta ad altri titoli.
La laurea in fisica è l'unica che consente l'accesso alle scuole di specializzazioni di area medica relativa alla fisica medica, che abilita all'esercizio della professione di fisico medico.

## Istituti di ricerca
In Italia un'intensa attività di ricerca in fisica, di un certo rilievo a livello internazionale, viene svolta, oltre che nelle università, in alcune istituzioni di alta formazione e di ricerca; alcuni esempi di queste istituzioni sono la Scuola normale superiore di Pisa e la Scuola Internazionale Superiore di Studi Avanzati (SISSA) di Trieste. Tra gli enti di ricerca italiani si ricordano il Consiglio nazionale delle ricerche (CNR) con numerosi laboratori sparsi su tutto il territorio italiano e attività che coprono tutto lo spettro delle ricerche in fisica, l'Istituto nazionale di astrofisica (INAF), l'Istituto nazionale di geofisica e vulcanologia (INGV), la Fondazione ISI di Torino per la teoria dell'informazione quantistica e le scienze dei sistemi complessi, l'Istituto nazionale di fisica nucleare (INFN) per quanto riguarda la ricerca in fisica nucleare, delle particelle elementari, delle interazioni fondamentali e meccanica statistica, e l'Agenzia nazionale per le nuove tecnologie, l'energia e lo sviluppo economico sostenibile (ENEA), per quanto riguarda la ricerca nel campo dell'energia.
Tra gli enti di ricerca negli altri paesi europei si ricordano gli Istituti Max Planck (MPG, Max Planck Gesellschaft) tedeschi e il Centre national de la recherche scientifique (CNRS) francese, mentre a livello europeo si segnalano l'Organizzazione europea per la ricerca nucleare (CERN) di Ginevra (per la fisica delle alte energie e le sue ricadute industriali), l'Osservatorio europeo australe (ESO) e l'Agenzia Spaziale Europea (ESA).